# Freddy Hansen
Freddy Sködt Hansen, född 19 augusti 1956 i Köpenhamn, död 25 september 2023 i Vollsjö i Tolånga distrikt,   var en svensk cirkusartist, mest känd för att köra motorcyklar och bilar i William Arnes Motorcirkus.

## Bakgrund
Freddy Hansens mor var ensamstående och 16 år gammal när Hansen föddes i Köpenhamn. Hon fick arbete på en varieté som knivkastarmodell och där träffade hon motorcykelakrobaten Erik Hansen som blev sonens styvfar. Familjen turnerade på 1960-talet med motorcyklarna i Danmark, Norge och Sverige åtta månader om året på olika marknader.

## Karriär
Freddy Hansen började själv att köra i velodromen med en moped när han var nio år och uppträdde på Kiviks marknad som 13-åring.
På 1970-talet började man att samarbeta med William Arne och 1976 köpte man motorcirkusen och drev den vidare själva. När styvfadern dog tog Freddy Hansen över cirkusen tillsammans med två bröder och kompanjonen Lee Trevor. Han turnerade med cirkusen i 35 år, och under åren råkade han ut för många skador (”drygt 50 fall och 36 benbrott”).
Därefter trappade han ner och uppträdde fram till sin död bara en gång om året, och då på Kiviks marknad, ofta med en dotter på styret. 